# هبریدین ایر سرویسز
هبریدین ایر سرویسز (به انگلیسی: Hebridean Air Services) یک شرکت هواپیمایی است که در تاریخ ۱۹۹۵ میلادی تأسیس شده‌است. دفتر مرکزی هبریدین ایر سرویسز در فرودگاه کومبرناولد واقع شده‌است و قطب این شرکت هواپیمایی در فرودگاه اوبان قرار دارد و به ۵ مقصد، پرواز انجام می‌دهد.